# Adda Gleason
Adda Gleason (Chicago, 19 dicembre 1888 – Los Angeles, 6 febbraio 1971) è stata un'attrice statunitense.

## Filmografia parziale
- To Be Called For, regia di Francis J. Grandon (1914)
- The Livid Flame, regia di Francis J. Grandon (1914)
- The Rosary, regia di Colin Campbell (1915)
- The Sacred Bracelet, regia di Wilbert Melville (1915)
- Ramona, regia di Donald Crisp (1916)
- Sul sentiero dei mostri (One Million B.C.), regia di Hal Roach Jr. e Hal Roach (1940)
- Le catene della colpa (Out of the Past), regia di Jacques Tourneur (1947)